# TV Norte
A TV Norte é uma rede de televisão inter-regional brasileira com estações em estados da região Norte e na Paraíba afiliadas ao SBT, à RedeTV! e à TV Cultura. Sua estação líder é a TV Norte Amazonas, inaugurada em Manaus em 1992 e anteriormente chamada de TV Manaus e TV Em Tempo, tendo iniciado o projeto de rede em 1.º de junho de 2020, quando adotou a identificação atual. É a segunda maior rede de televisão regional do Brasil atrás da Rede Amazônica, também localizada no norte do país, não cobrindo apenas o estado do Pará.

## História
Em 9 de abril de 1992, surgia a TV Manaus, de propriedade de Sadie Hauache, sendo afiliada á Record no estado do Amazonas. Sua programação local era resumida ao telejornal Dia a Dia, Dia a Dia Entrevista e ao programa de entrevistas Conversa Franca, enquanto que o restante das atrações locais eram terceirizados. A emissora migraria para o SBT em setembro de 2007 após a TV A Crítica decidir encerrar a longa parceria com o canal do Grupo Silvio Santos por conta da instabilidade na programação nacional. Além disso, executivos da Record também estavam insatisfeitos com a crise financeira e jurídica da TV Manaus, resultando em índices pífios de audiência na capital amazonense, migrando para o canal da Rede Calderaro de Comunicação.
Em meados de 2007, Otávio Raman Neves, dono do jornal Em Tempo adquire uma parte da TV Manaus e a emissora altera seu nome para TV Em Tempo em 2008, ao mesmo tempo que crescia em audiência.  
Em 23 de maio de 2017, a TV Em Tempo se expandiria por quase 90% do estado do Amazonas após fechar um acordo com a CEGRASA (Central de Emissoras, Gravações e Repetidoras Ajuricaba), ocupando as retransmissoras que até então pertenciam à Boas Novas, uma vez que a estação da Assembleia de Deus enfrentava longos problemas na justiça com a família Hauache, também proprietária da CEGRASA.
Em 2018, Sérgio Bringel adquire 50% das ações da TV Em Tempo e do SBT Tocantins, criando assim o Grupo Norte de Comunicação. No ano seguinte, Bringel se desentende com Raman Neves, dono da TV Em Tempo, levando o caso á justiça. Bringel acusava Sérgio de não cumprir cláusulas comerciais, além de querer ter o controle definitivo da emissora.
Em 2020, Sérgio Bringel passou a ter o controle definitivo da TV Em Tempo, que alterava o seu nome em 1.º de junho para TV Norte Amazonas. Também no mesmo ano, o empresário adquiria a TV Boa Vista, de Roraima, então afiliada à RedeTV!, e uma repetidora em Araguaína, em Tocantins. A TV Boa Vista passaria a se chamar TV Norte Boa Vista. Em 27 de outubro do mesmo ano, o SBT Tocantins passa a ser totalmente controlado pelo Grupo Norte de Comunicação e teve a sua nomenclatura alterada para TV Norte Tocantins.
No dia 1.º de abril de 2021, a TV Norte Boa Vista encerraria uma parceria de 22 anos com a RedeTV! e passaria a se tornar afiliada ao SBT, seguindo o exemplo das emissoras do Amazonas e Tocantins. A emissora de Amilcare Dallevo Jr. e Marcelo de Carvalho seria retransmitida pela Tropical TV, que encerrava uma afiliação de 30 anos com o SBT.
Em 28 de março de 2022, entrava no ar a TV Norte Acre, se tornando a nova afiliada do SBT na região após o fim de uma parceria de quase 33 anos com a TV Rio Branco. A emissora entraria no ar em 2021, quando iniciou a sua fase de testes, mas enfrentou uma briga judicial após o empresário Narciso Mendes de Assis acusar Sergio Bringel de formação de monopólio usando o SBT, levando ao uso de uma medida protetiva para seguir transmitindo o canal paulista alegando cumprimento de contrato, com o caso se arrastando por meses na justiça. No final, a TV Rio Branco se tornaria afiliada á TV Cultura.
Em 21 de novembro de 2023, a TV Allamanda, de Rondônia, foi adquirida pelo Grupo Norte de Comunicação e no dia 31 de janeiro de 2024, passaria a se chamar TV Norte Rondônia. A emissora, assim como todas as filiais (exceto Acre e Roraima), não passou por uma troca de afiliação, mantendo a longa parceria com o SBT.
Em 21 de janeiro de 2025, o Grupo Norte adquire as emissoras ligadas ao Sistema Opinião de Comunicação, na Paraíba, e compra a TV Borborema e a TV Manaíra. O conglomerado nortista assumiria de fato o controle das duas emissoras citadas no dia 12 de março, quando a TV Manaíra passa a se chamar TV Norte Paraíba, mas mantendo a afiliação com a RedeTV!. No dia 22 de abril adquiriu a TV Colinas de Colinas do Tocantins, que passou a se chamar TV Norte Colinas, além de retomar a afiliação com o SBT na cidade, deixando de transmitir a Rede Meio após quatro anos. Em 10 de junho se expandiu para o estado do Pará ao lançar a TV Norte Santarém, mas como afiliada à TV Cultura e sendo também a segunda emissora desde a TV Norte Paraíba a não retransmitir o SBT. Com isso, a TV Norte passou a ocupar quase toda a região que leva seu nome.
Em 12 de agosto de 2025, a emissora se torna parceira investidora do SBT Pará, filial do SBT em Belém, passando a gerir uma parte do canal. Além disso, o Grupo Norte passa a administrar o canal paraense, que a partir do dia 15 deixa de ser emissora própria e se tornaria afiliada ao SBT, porém, com o Grupo Silvio Santos ainda mantendo o controle da estação, criando uma espécie de sociedade entre os dois grupos.